# Pandora glacialis
Pandora glacialis is een tweekleppigensoort uit de familie van de Pandoridae. De wetenschappelijke naam van de soort is voor het eerst geldig gepubliceerd in 1819 door Leach in Ross.